# Consell Nacional Català
El Consell Nacional Català, Catalan National Council, és una organització d'àmbit internacional fundada com a resultat de la Conferència Nacional Catalana de Mèxic de 1953, on participaren representants procedents de tot Catalunya i en certa manera va ésser la represa del Consell Nacional de Catalunya, creat el 1940, a Londres. Fou constituït per un consell general, amb representants de diverses tendències, i un consell executiu, amb residència a Mèxic.
Ha incidit diverses vegades a l'Organització de les Nacions Unides (ONU), a la UNESCO, al Consell d'Europa, etc. Compta amb delegacions als Estats Units (Nova York, Los Angeles i San Francisco), Anglaterra (Londres), Israel (Caesarea), Bèlgica (Brussel·les), Mèxic (Mèxic DF), l'Argentina (Buenos Aires), França (París), Alemanya (Berlín) i Suïssa (Zúric), entre d'altres. També ha mantingut negociacions directes amb diferents governs i ambaixades occidentals.
Tingué com a primer president Salvador Armendares i Torrent i com a secretari general Miquel Ferrer Sanxis, però a la mort d'Armentares el 1964 la presidència restà vacant. El consell executiu fou traslladat a Europa, i Josep Maria Batista i Roca es feu càrrec de la secretaria general. Mantingué a l'exili una presència important a través de les Conferències Nacionals de Mèxic (1963) i Avinyó (1969), treballà per la difusió internacional de les reivindicacions catalanes en moments no gens fàcils, promogué els Aplecs de Toluges de 1965 i edità els butlletins del Servei d'Informació Nacional Català (SINC). Després de la mort d'en Batista i Roca, n'assumí la presidència Joan Lucas i Masjoan i, després de la seva mort i fins a l'actualitat, Carles Camins i Giménez n'és el president.
En l'actualitat el Consell Nacional Català està duent a terme, entre altres activitats, campanyes d'afirmació nacional i gestions internacionals per tal d'aconseguir un referèndum d'autodeterminació que doti d'Estat propi la Nació Catalana.